# 籃筐

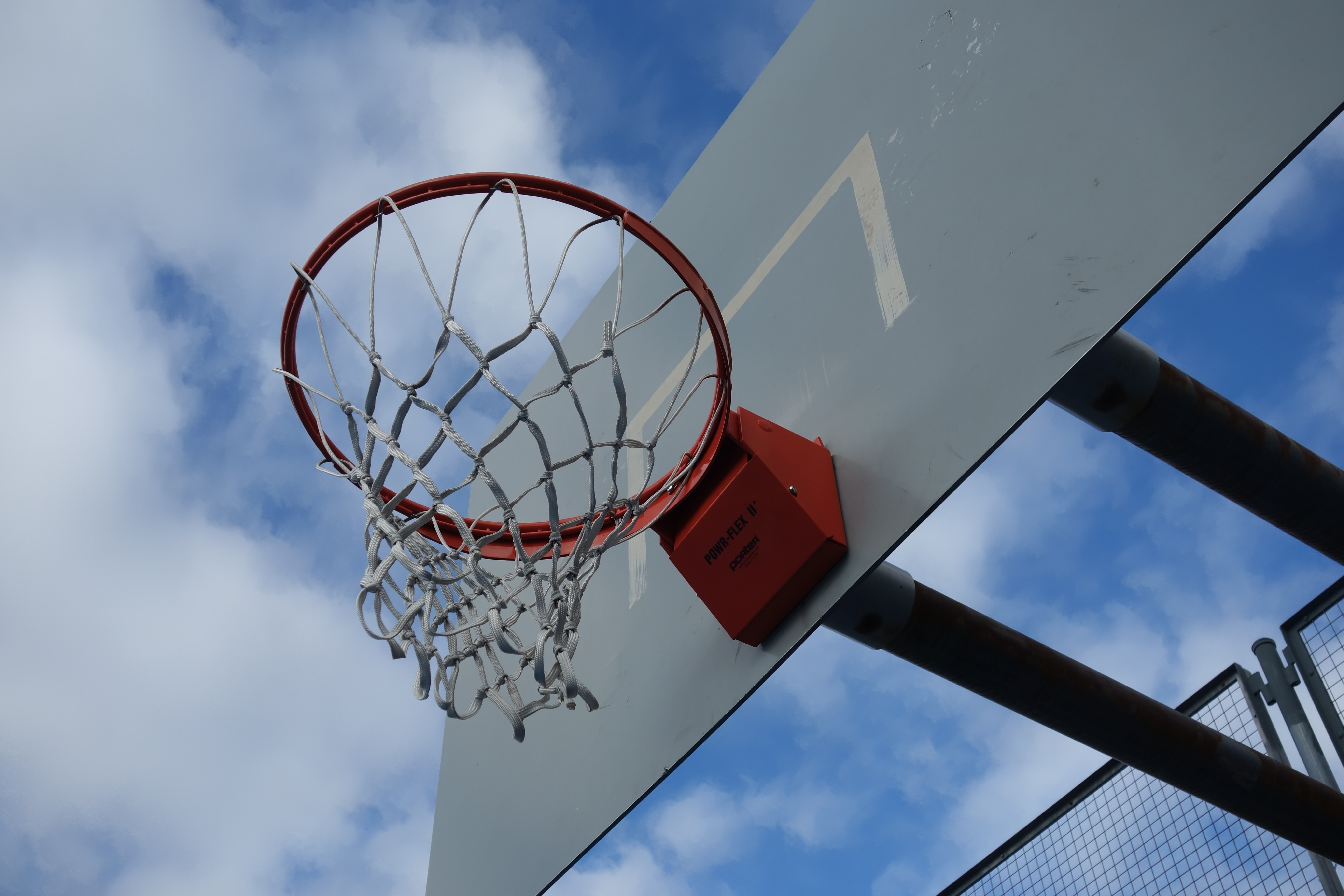

籃筐，又稱籃圈、籃框，是籃球運動中，安裝在籃板上一個圓形空心的框，籃筐下方裝有籃網。正式比賽用的籃筐与籃板之连接处有一个铰链和弹簧，当球员扣篮时，籃筐會向下弯曲，当球员松开籃筐时，籃筐又能迅速回到水平位置，這樣球员在扣篮时能避免毀壞籃板。籃筐於20世纪70年代中期開始出現。